# 克里斯蒂安·赖希
克里斯蒂安·赖希（德語：Christian Reich，1967年9月23日—），瑞士男子雪车运动员。他曾代表瑞士参加1992年、1994年、1998年和2002年冬季奥林匹克运动会雪车比赛，其中2002年冬季奥运会获得一枚银牌。